# Stanisław Aleksander Godlewski
Stanisław Aleksander Godlewski herbu Gozdawa (ur. 20 maja 1867 w Warszawie, zm. 19 listopada 1933 tamże) – polski ziemianin, działacz społeczny, charytatywny i polityczny, tajny szambelan papieski, członek Trybunału Stanu, senator II i III kadencji w II RP z ramienia Związku Ludowo-Narodowego i Stronnictwa Narodowego.

## Życiorys
Uczęszczał do Gimnazjum w Siedlcach. W 1890 ukończył Wydział Prawny Uniwersytetu Warszawskiego z odznaczeniem cum eximia laude. 
Po studiach rozpoczął praktykę w charakterze pomocnika kancelarii Cezarego Ponikowskiego. W 1909 osiadł w Luszynie, dobrach swojej żony. W czasie I wojny światowej pracował w Radzie Głównej Opiekuńczej. Na wiosnę 1918 jego kandydatura została wysunięta do Rady Stanu, z ramienia Międzypartyjnego Koła Politycznego w okręgu włocławskim. Wycofał się jednak z kandydowania, aby nie drażnić włościan obecnością w niej samych ziemian. Pełnił natomiast funkcję prezesa Centralnego Komitetu Wyborczego.
W latach 1919-1928 był członkiem Głównej Komisji Ziemskiej. Pracował również w Głównym Urzędzie Ziemskim. Działał w licznych organizacjach ziemiańskich. Był Radcą Komisji Towarzystwa Kredytowego Ziemskiego, prezesem Rady Naczelnej Organizacji Ziemiańskich i wiceprezesem Rady Nadzorczej Związku Ziemian, gdzie należał do Rady Banku Związku Ziemian. Działał w Stronnictwie Narodowym, będąc reprezentantem grupy ziemiańskiej i rzecznikiem wielkiej własności ziemskiej. Był członkiem Najwyższego Trybunału Stanu. Pracował w sejmikach powiatowych. Był członkiem wydziału powiatowego. Pełnił funkcję członka Rady Nadzorczej Polskiej Macierzy Szkolnej. Udzielał się charytatywnie jako członek zarządu Towarzystwa Przytułku św. Franciszka Salezego w Warszawie. Był członkiem Towarzystwa Resursy Kupieckiej w Warszawie i Klubu Myśliwskiego w Warszawie.
W wyborach w 1928 uzyskał mandat senatora z listy nr 24 (Blok Katolicko-Narodowy) w okręgu wyborczym obejmującym województwo warszawskie. W Senacie był członkiem klubu Związku Ludowo-Narodowego. Zasiadał w komisji oświaty i kultury. W wyborach w 1930 uzyskał reelekcję z listy nr 4 (Lista Narodowa) w tym samym okręgu wyborczym. Należał do Klubu Narodowego. W trakcie kadencji brał udział w pracach komisji prawniczej i gospodarstwa społecznego oraz w debatach nad budżetem Ministerstwa Rolnictwa. Jako prawnik ubiegał się o prawa więźniów brzeskich. Wygłosił w ich obronie mowę na sali plenarnej Senatu.
W ostatnich latach przed śmiercią chorował. Zmarł nazajutrz po operacji, 19 listopada 1933, w klinice św. Józefa w Warszawie. Jego miejsce w Senacie zajął Władysław Dobrzyński. Został pochowany na cmentarzu Powązkowskim w Warszawie (kwatera 161-1-12, 13).

## Rodzina
Był synem Antoniego Ludwika Godlewskiego, prezesa Dyrekcji Szczegółowej Towarzystwa Kredytowego Ziemskiego w Siedlcach i dziedzica dóbr Kamionna, oraz Anieli Klementyny Le Brun de La Scie. Jego dziadkiem był Aleksander Antoni Le Brun, lekarz chirurg. Jego bratem był zaś arcybiskup Michał Godlewski. 9 stycznia 1909 w kościele Niepokalanego Serca Najświętszej Maryi Panny w Krakowie ożenił się z wdową, Zofią Józefą z Krzymuskich Grabską. 

## Ordery i odznaczenia
- Wielka Wstęga Orderu Świętego Grzegorza Wielkiego (1933)[4][22]
- Kawaler Orderu Legii Honorowej (1925)[23]